# イトーヨーカドー南松本店
イトーヨーカドー南松本店（イトーヨーカドー みなみまつもとてん）は、かつて長野県松本市に存在した総合スーパー。

## 概要
松電グループの松電商事とイトーヨーカ堂が出資して1998年（平成10年）10月15日に「イトーヨーカドー南松本ショッピングセンター」として開業した。
開業当初は食料品売り場をアップルランドが運営していたが、2016年（平成28年）9月11日をもって営業を終了し、同年11月11日に食料品売り場を直営化した。前後して、松本駅前の松本バスターミナルに出店していたアリオ松本が閉店したため、同店に入居していた松本ロフトとアカチャンホンポ松本店の移転が発表されたのを皮切りに、これらの専門店に加えサンドラッグ、AOKIなどが出店し、2017年（平成29年）10月6日にリニューアルオープンした。同時期の春にネットスーパーサービス開始。
敷地内には、シネマコンプレックスの松本シネマライツがある。
2023年3月、イトーヨーカ堂は経営合理化のため国内店舗を2割超削減し、首都圏に集約する方針を示した。そして2024年2月9日、イトーヨーカ堂は信越地方からの撤退を発表し、当店については2025年1月頃をもって撤退すると、報道機関による関係者への取材で明らかになった。
2024年8月30日、公式サイトにより2025年1月13日の閉店が発表され、当初の発表通り、1月13日をもって南松本店は閉店した。シネマライツ8は引き続き営業する。イトーヨーカドー閉業後の跡地利用については決まっていなかったが、新たな商業施設の検討をしているとして2025年4月1日から解体されることが決まった。

## テナント
| 階   | フロア概要                               |
| ---- | ---------------------------------------- |
| 屋上 | 駐車場                                   |
| 6階  | 駐車場                                   |
| 5階  | 駐車場                                   |
| 4階  | 駐車場                                   |
| 3階  | 子供服・住まいのフロア                   |
| 2階  | 婦人・紳士・肌着衣料品のフロア           |
| 1階  | 食品・サービスカウンター・専門店のフロア |

## 市内の主な商業施設
- イオン南松本店 (ハイランドシティ松本)
- 松本パルコ
- MIDORI松本
- 井上百貨店本店
- MMKビルコングロ・M
- イオンモール松本
- アルピコプラザ

## 交通機関

### 道路
- 国道19号

### バス路線
- 松本市西部地域コミュニティバス南松本山形線 イトーヨーカドーバス停（当館敷地内の店舗北口タクシー乗場）
  - 南松本駅前、山形村、アイシティ21方面
  - イトーヨーカドー閉業に伴い翌日に出入口前からシネマライツ8東側に移動しバス停名も松本シネマライツに改称した。
- ぐるっとまつもとバス空港今井線 高宮バス停（国道19号沿い）
  - 松本駅、松本空港方面

### 鉄路
- 東日本旅客鉄道（JR東日本） 篠ノ井線 南松本駅